# Birutė Kalėdienė
Birutė Viktorovna Zalogaitytė, coniugata Kalėdienė (in russo Бируте Викторовна Залогайтите-Каледене?; Baltrušiai, 2 novembre 1934), è un'ex giavellottista sovietica, vincitrice della medaglia di bronzo ai Giochi olimpici di Roma 1960.

## Palmarès
| Anno | Manifestazione | Sede      | Evento                 | Risultato | Misura  | Note |
| ---- | -------------- | --------- | ---------------------- | --------- | ------- | ---- |
| 1958 | Europei        | Stoccolma | Lancio del giavellotto | Argento   | 51,30 m |      |
| 1960 | Olimpiadi      | Roma      | Lancio del giavellotto | Bronzo    | 53,45 m |      |
| 1964 | Olimpiadi      | Tokyo     | Lancio del giavellotto | 4ª        | 56,31 m |      |